# Кодове за рециклиране
Кодовете за рециклиране са стандартизирани обозначения на материала, от който е направен маркираният с тях продукт, и чрез които се улеснява сортирането, предхождащо самото рециклиране. Такива обозначения са дефинирани за най-често рециклираните материали като батерии, стъкло, метал, хартия и пластмаси. Буквено-цифреният код обикновено е комбиниран с международния символ за рециклиране.
Няма единен международен стандарт, но много от съществуващи регионални стандарти и препоръки са сходни и наподобяват и разширяват препоръките на американското Сдружение на пластмасовата индустрия (Society of the Plastics Industry, Inc, SPI).

## Видове кодове

### Кодове на SPI
Препоръките на Сдружението на пластмасовата индустрия за маркиране на пластмасови изделия са може би първите навлезли в широка употреба. Системата от кодове е въведена през 1988 г. и днес повечето щати имат законодателство, свързано с употребата на тези кодове. SPI дефинира кодове единствено за пластмасови продукти.

### Кодове на Европейския съюз
Чрез решение 97/129/ЕО „за установяване на идентификационна система за опаковъчните материали съгласно Директива 94/62/ЕО“, допълващо директивата 94/62/ЕО „относно опаковките и отпадъците от опаковки“, Еврокомисията установява система от буквено-цифрени кодове за идентифициране на материалите, от които са изработени опаковките на продуктите. Употребата на тези обозначения е доброволна. В Решението се говори единствено за буквено-цифрени кодове, но на практика тези кодове обикновено се комбинират със знака за рециклиране.

### Символи на CEN
Европейският комитет за стандартизация (CEN) създава стандарт за обозначаване на използваните материали (CR 14311:2002 Packaging – Marking and material identification system), който е в синхрон с директивата на ЕС и включва идеографични символи.

### Японски символи
Япония има собствена система за обозначаване на материалите, използваща японската писменост и разнообразни стрелки.

### Уникод
В Уникод има дефинирани кодови позиции за символите на SPI, както и някои друго широко разпространени символи за рециклиране.

### Сравнение на обозначенията
| SPI | ЕС     | CEN | Япония                  | Япония | Уникод                                                               | Материал                     |
| --- | ------ | --- | ----------------------- | ------ | -------------------------------------------------------------------- | ---------------------------- |
|     | PET 1  |     | (за всякакви пластмаси) |        | ♳ U+2673                                                             | Полиетилентерефталат         |
|     | HDPE 2 |     | (за всякакви пластмаси) |        | ♴ U+2674                                                             | Полиетилен с висока плътност |
|     | PVC 3  |     | (за всякакви пластмаси) |        | ♵ U+2675                                                             | Поливинилхлорид              |
|     | LDPE 4 |     | (за всякакви пластмаси) |        | ♶ U+2676                                                             | Полиетилен с ниска плътност  |
|     | PP 5   |     | (за всякакви пластмаси) |        | ♷ U+2677                                                             | Полипропилен                 |
|     | PS 6   |     | (за всякакви пластмаси) |        | ♸ U+2678                                                             | Полистирен                   |
|     | —      |     | (за всякакви пластмаси) |        | ♹ U+2679                                                             | Други пластмаси              |
| —   | PAP 20 |     |                         |        |                                                                      | Вълнообразен картон          |
| —   | PAP 21 |     |                         |        |                                                                      | Невълнообразен картон        |
| —   | PAP 22 |     |                         |        | ♼ U+267C (рециклирана хартия) ♽ U+267D (частично рециклирана хартия) | Хартия                       |
| —   | FE 40  |     |                         |        |                                                                      | Стомана                      |
| —   | ALU 41 |     |                         |        |                                                                      | Алуминий                     |
| —   | FOR 50 |     |                         |        |                                                                      | Дърво                        |
| —   | FOR 51 |     |                         |        |                                                                      | Корк                         |
| —   | TEX 60 |     |                         |        |                                                                      | Памук                        |
| —   | TEX 61 |     |                         |        |                                                                      | Юта                          |
| —   | GL 70  |     |                         |        |                                                                      | Безцветно стъкло             |
| —   | GL 71  |     |                         |        |                                                                      | Зелено стъкло                |
| —   | GL 72  |     |                         |        |                                                                      | Кафяво стъкло                |

Бележки:
- ↑ На първия ред е даден символът (който може да не се изобрази, ако шрифтовете ви не го покриват), а на втория – кодовата му позиция в шестнадесетичен код.